# Garvestone, Reymerston and Thuxton
Garvestone, Reymerston and Thuxton är en civil parish i Breckland i Storbritannien. Den ligger i grevskapet Norfolk och riksdelen England, i den sydöstra delen av landet, 140 km nordost om huvudstaden London. Antalet invånare är 606. Arean är 14,5 kvadratkilometer. Den bildades den 1 april 1935.
Terrängen i Garvestone, Reymerston and Thuxton är mycket platt.